# Beisuzhok
Beisuzhok (del ruso: Бейсужок) es un jútor del raión de Pávlovskaya del krai de Krasnodar, en Rusia. Está situado  frente a Pamiat Lénina, en la orilla derecha del Beisuzhok Derecho, 33 km al suroeste de Pávlovskaya y 102 km al nordeste de Krasnodar, la capital del krai. Tenía 211 habitantes en 2010.
Pertenece al municipio Srednechelbaskoye.

## Transporte
Cuenta con una plataforma ferroviaria en la línea Rostov-Bataisk-Krasnodar del ferrocarril del Cáucaso Norte.